# Pyo Ye-jin
Pyo Ye-jin (표예진?; Changwon, 3 febbraio 1992) è un'attrice sudcoreana.

## Biografia
Pyo Ye-jin nasce il 3 febbraio 1992 a Changwon, primogenita di tre figli (due femmine e un maschio). Frequenta le scuole medie e superiori nella sua città natale, e successivamente la facoltà di servizi aeronautici alla Baekseok Arts University, lavorando per quasi due anni come assistente di volo per Korean Air. Esordisce nella recitazione nel 2012 apparendo nel drama della MBC Oh Ja-ryong-i ganda; contemporaneamente è apprendista idol della JYP Entertainment fino al 2015. Dopo alcuni ruoli secondari, nel 2019 interpreta l'antagonista in VIP, e nel 2021 sostituisce Lee Na-eun come protagonista del serial Mobeom taxi: la sua interpretazione di Ahn Go-eun, un'hacker apparentemente fredda e ostile, riceve recensioni positive dalla critica.

## Filmografia

### Cinema
- Susanghan geunyeo (수상한 그녀?), regia di Hwang Dong-hyuk (2014) – cameo
- Siho (시호?), regia di Hong Soo-dong (2020)
- No Guarantee (노 개런티?, No gaereontiLR), regia di Lee Je-hoon (2021)

### Televisione
- Oh Ja-ryong-i ganda (오자룡이 간다?) – serie TV (2012)
- Dream Knight – webserie, episodi 5, 12 (2015)
- Gyeolhon gye-yak (결혼계약?) – serie TV (2016)
- Doctors (닥터스?) – serie TV (2016)
- 72 Seconds – webserie, episodi 2x07-3x07 (2016)
- Wolgyesu yangbokjeom sinsadeul (월계수 양복점 신사들?) – serie TV (2016-2017)
- Ssam, my way (쌈, 마이웨이?) – serie TV (2017)
- Dangsin-i jamdeun sa-i-e (당신이 잠든 사이에?) – serie TV (2017)
- Mi-wodo saranghae (미워도 사랑해?) – serie TV, 120 puntate (2017-2018)
- Kimbiseoga wae geureolkka (김비서가 왜 그럴까?) – serie TV, 16 puntate (2018)
- Hotel del Luna (호텔 델루나?) – serie TV, puntata 6 (2019)
- VIP (브이아이피?) – serie TV, 16 puntate (2019)
- Lovestruck in the City (도시남녀의 사랑법?, Dosinamnyeo-ui sarangbeopLR) – serie TV, puntate 11-12 (2021)
- Mobeom taxi (모범택시?) – serie TV, 16 puntate (2021)

## Discografia
- 2021 – A Walk (per la colonna sonora di Mobeom taxi)[7]

## Riconoscimenti
- Asia Model Award
  - 2017 – Premio nuova stella[8]

- KBS Drama Award
  - 2017 – Candidatura Miglior nuova attrice per Ssam, my way e Mi-wodo saranghae[9]

- Korea Cultural Entertainment Award
  - 2016 – Miglior nuova attrice (TV) per Wolgyesu yangbokjeom sinsadeul[8]

- Korea Drama Award
  - 2018 – Premio personaggio popolare (donna) per Kimbiseoga wae geureolkka[10]

- SBS Drama Award
  - 2019 – Premio miglior personaggio (attrice) per VIP[11]